# Asbecasite
La asbecasite è un minerale.

## Origine e giacitura
Rinvenuta negli ortogneiss acidi della Binnatal (Vallese, Svizzera), associata a quarzo, magnetite, titanite, apatite, anatasio e fluorite.

## Forma in cui si presenta in natura
Cristallini millimetrici, romboedrici, o in aggregati sino ad 1 cm di diametro, di colore giallo limone.